# Джонс, Шэрон
Шэрон Лафайе Джонс (англ. Sharon Lafaye Jones, 4 мая 1956 — 18 ноября 2016) — американская соул/фанк певица. Была вокалисткой группы Sharon Jones & The Dap-Kings из Бруклина, Нью-Йорк.

## Биография
Шэрон родилась в Огасте, Джорджия, в семье Эллы Мэй Прайс Джонс и Чарли Джонса. Вместе с ней росли еще 2 сестры, Доа и Вилла, и 3 брата, Чарльз, Айк и Генри.  Затем семья перебралась в Нью-Йорк.
Ребенком будущая певица и ее братья  любили копировать вокальное исполнение Джеймса Брауна и танцевать. В 1975 году Шэрон Джонс поступила в бруклинскую высшую школу Томаса Джефферсона (Thomas Jefferson High School).
Регулярно исполняя госпел в местной церкви, Джонс часто участвовала в шоу талантов в качестве бэк-вокалистки фанковых групп в начале 70-х. Потом последовали предложения о сессионном сотрудничестве (тогда еще под именем Лафей Джонс) – при этом она и фронтмен записывались отдельно. В этот период начинающая певица работала сотрудником исправительного учреждения в тюрьме Рикерс-Айленд и вооруженным охранником в банке.
В 1996 году её бэк-вокал услышали на совместной записи с легендарным соул-артистом Ли Филдсом, организованной главой французского записывающего лейбла Pure Records Габриэлем Ротом и Филиппом Леманом. Рот и Леман были настолько впечатлены ее вокальным способностями, что предложили ей записать сольный трек Switchblade с группой Soul Providers.
Песни Switchblade и The Landlord были включены в альбом Soul Tequila, вышедший в 1996 году. Тогда же Рот и Леман решили организовать другой лейбл в Бруклине, Desco Records. Шэрон Джонс записала на этой студии 45 синглов в стиле соул и фанк, среди которых Damn It’s Hot, Bump N Touch, Hook and Sling Meets the Funky  Superfly, You Better Think Twice, I Got the Feeling.
На волне успеха предыдущего лейбла вырос Daptone Records и выпустил полноценный лонгплей Джонс. Новый состав с названием the Dap-Kings сформировался из Soul Providers и Mighty Imperials – контрабасист Gabriel Roth, гитарист Binky Griptite, пекуссионист Fernando Velez, трубач Anda Szilagyi, органист Earl Maxton, саксофонист Leon Michels и барабанщик Homer Steinweiss, а также саксофонист Neal Sugarman.
В 2002 году джаз-банд Sharon Jones & The Dap-Kings выпустил первую пластинку Dap Dippin’ with Sharon Jones and the Dap-Kings, которая получила немедленный отклик поклонников и музыкальных критиков. Следующие три пластинки – Naturally (2005), 100 Days, 100 Nights (2007) и I Learned the Hard Way (2010) – получили широкое распространение среди молодежи и стали важными в соул-фанк движении.
В 2015 году Шэрон Джонс в интервью Billboard о ее номинации на «Грэмми» сказала, что, несмотря на свою приверженность лейблу Daptone Records, считает себя независимым музыкантом. В том же году Джонс была удостоена награды Independent Music Awards за помощь в развитии молодых талантов в музыкальном бизнесе.
В начале своей карьеры Шэрон Джонс нередко называли «Джеймсом Брауном в женском обличье». В числе тех, кто оказал наибольшее влияние на формирование стиля певицы, были James Brown, Sam Cooke, Aretha Franklin, Ella Fitzgerald, Thom Bell, Otis Redding, Ike & Tina Turner, Erykah Badu and Beyoncé.
В июне 2013 года у Джонс диагностировали рак внепеченочных желчных протоков – из-за операции ей пришлось отложить релиз пятого альбома Give the People What They Want. Позже диагноз был изменен на рак поджелудочной железы во второй стадии. В результате химиотерапии Шэрон Джонс потеряла все волосы, но отказалась от ношения париков.
Документальный фильм о певице «Мисс Шэрон Джонс!» (Miss Sharon Jones!), снятый Барбарой Коппл, впервые был показан на Международном фестивале в Торонто  в 2015 году. В период, когда показывали фильм, выяснилось, что рак Шэрон Джонс вернулся и она вынуждена вновь проходить химиотерапию.
Известность пришла к Джонс на излёте её жизни, когда в возрасте 40 лет она записала свой первый альбом. В 2014 году она номинировалась на музыкальную премию «Премия «Грэмми» за лучший альбом в стиле ритм-н-блюз» за альбом Give the People What They Want. 
Являлась активной сторонницей Хиллари Клинтон на президентских выборах 8 ноября 2016 года. Когда она узнала, что Клинтон проиграла выборы, у певицы случился инсульт. На следующий день у неё случился второй инсульт, и через несколько дней она скончалась.